# Dave Maric
Dave Maric (* 12. Juni 1970 in Bedford) ist ein britischer Komponist und Musiker.
Marc studierte bis 1991 an der City University London und trat danach als klassischer Pianist, Jazz- und Improvisationsmusiker u. a. mit Marc Ribot, Gunther Schuller, John Adams, dem BBC Symphony Orchestra, dem London Philharmonic Orchestra, der London Sinfonietta, der Steve Martland Band und verschiedenen Jazz- und Rockbands auf.
2000 entstand als erstes Auftragswerk Trilogy, ein Solostück für den Perkussionisten Colin Currie. Es folgten weitere Kompositionsaufträge von der Geigerin Viktoria Mullova und den Pianistinnen Katia und Marielle Labèque Mit Katia Labèque, dem Schlagzeuger Marque Gilmore und dem Perkussionisten Julio Barreto arbeitete er in einem Projekt zusammen, der Katia Labèque Band, mit der er mehrere Jahre auftrag und die ersten Aufnahmen seiner Kompositionen auf dem Album Unspoken (2004) einspielte.
Im Auftrag des Lucerne Festival, des Senders Radio France, des Borletti-Buitoni Trust und des BBC Radio 3 komponierte er Stücke für das Orchestre National de Montpellier, den Trompeter Håkan Hardenberger und den Gitarristen Fred Frith. Daneben setzte er die Zusammenarbeit mit Colin Currie fort. Eine Auswahl der Stücke für ihn, die inzwischen teils zum Standardrepertoire von Perkussionsstudenten und -solisten gehören, erschien 2007 auf dem Album Borrowed Time.
Im Jahr 2012 wurden zwei große Werke Marics uraufgeführt: ein Trompetenkonzert für Ole Edvard Antonsen und ein Perkussionskonzert für Colin Currie. Als Filmkomponist arbeitete er für Channel 4 und Regisseure wie Sam Steer, Gabriella Cserhati und Fabien Lartigue, außerdem komponierte er für Video- und Animationskünstler, Schattenspiele und das Ballett.

## Quelle
- Edition Norsk Musikforlag – Dave Maric (UK)

| Personendaten    | Personendaten                    |
| ---------------- | -------------------------------- |
| NAME             | Maric, Dave                      |
| KURZBESCHREIBUNG | britischer Komponist und Pianist |
| GEBURTSDATUM     | 12. Juni 1970                    |
| GEBURTSORT       | Bedford                          |